# Quai de la Garonne
Der Quai de la Garonne ist eine Straße am Kanal Darse du fond de Rouvray im 19. Arrondissement von Paris.

## Lage
Die Straße beginnt als Einbahnstraße an der Rue de Thionville und endet an der Rue Germaine Tailleferre.

## Namensursprung
Die Straße ist nach dem Fluss Garonne im Südwesten von Frankreich benannt.

## Geschichte
Diese Straße entstand im Rahmen des Wohnungsbaus im Parc des musiciens, dem ehemaligen Gelände des Zentralen Pharmazeutischen Amtes, unter dem vorläufigen Namen „voie DY/19“ und erhielt am 21. August 1997 ihren heutigen Namen.